# Брекенридж (Техас)
Брекенридж (англ. Breckenridge) — город в США, расположенный на севере штата Техас, административный центр округа Стивенс. По данным переписи за 2010 год число жителей составляло 5780 человек, по оценке Бюро переписи США в 2019 году в городе проживало 5457 человек.

## История
Поселение на месте Брекенриджа было основано примерно в 1854 году и носило название Пикетвилл — либо в честь структуры ранних строений города (англ. picket — частокол), либо в честь скотовода Билла Пикета, поселившегося неподалёку. Когда в 1876 году был создан округ Стивенс, город был выбран административным центром и переименован в Брекенридж в честь сенатора от штата Кентукки и вице-президента США Джона Брекинриджа, хотя в названии города заменили одну букву из фамилии политика. Первая газета в городе появилась в 1877 году и носила название «Northwest Texian».
Несколько десятилетий Брекенридж спокойно развивался в качестве торгового и судебного центра округа. В 1916 году в регионе нашли нефть, и к 1920 году в городе был нефтяной бум, привлекший тысячи работников и спекулянтов. В июле того же года в городе появилась железная дорога Wichita Falls, Ranger and Fort Worth, вскоре объединившаяся с Cisco and Northeastern.

## География
Брекенридж находится в западной части округа, его координаты: 32°45′24″ с. ш. 98°54′47″ з. д..
Согласно данным бюро переписи США, площадь города составляет около 10,8 квадратных километров, практически полностью занятых сушей. Примерно в 8 км к западу от города находится водохранилище Хаббард-Крик, созданное в 1962 году.

### Климат
Согласно классификации климатов Кёппена, в Брекенридже преобладает влажный субтропический климат.
| Показатель                    | Янв. | Фев. | Март | Апр. | Май | Июнь | Июль | Авг. | Сен. | Окт. | Нояб. | Дек. | Год |
| ----------------------------- | ---- | ---- | ---- | ---- | --- | ---- | ---- | ---- | ---- | ---- | ----- | ---- | --- |
| Абсолютный максимум, °C       | 32   | 32   | 35   | 38   | 40  | 42   | 44   | 45   | 42   | 39   | 31    | 31   | 45  |
| Средний суточный максимум, °C | 12   | 15   | 19   | 25   | 28  | 33   | 35   | 35   | 31   | 25   | 18    | 13   | 24  |
| Средняя температура, °C       | 6    | 9    | 12   | 18   | 22  | 27   | 28   | 28   | 24   | 18   | 12    | 7    | 18  |
| Средний суточный минимум, °C  | 1    | 3    | 6    | 11   | 16  | 21   | 22   | 22   | 18   | 12   | 6     | 2    | 12  |
| Абсолютный минимум, °C        | −18  | −22  | −13  | −2   | 3   | 8    | 14   | 13   | 4    | −5   | −10   | −13  | −22 |
| Норма осадков, мм             | 30   | 30   | 30   | 60   | 90  | 60   | 50   | 40   | 60   | 60   | 30    | 30   | 620 |
| Источник: weatherbase.com     |      |      |      |      |     |      |      |      |      |      |       |      |     |

## Население
Согласно переписи населения 2010 года в городе проживало 5780 человек, было 2221 домохозяйство и 1482 семьи. Расовый состав города: 81,3 % — белые, 2,2 % — афроамериканцы, 0,6 % — коренные жители США, 0,3 % — азиаты, 0,0 % (0 человек) — жители Гавайев или Океании, 13,4 % — другие расы, 2,3 % — две и более расы. Число испаноязычных жителей любых рас составило 28,1 %.
Из 2221 домохозяйства, в 37,3 % живут дети младше 18 лет. 47,5 % домохозяйств представляли собой совместно проживающие супружеские пары (20,6 % с детьми младше 18 лет), в 13,8 % домохозяйств женщины проживали без мужей, в 5,4 % домохозяйств мужчины проживали без жён, 33,3 % домохозяйств не являлись семьями. В 30,4 % домохозяйств проживал только один человек, 13,9 % составляли одинокие пожилые люди (старше 65 лет). Средний размер домохозяйства составлял 2,58 человека. Средний размер семьи — 3,23 человека.
Население города по возрастному диапазону распределилось следующим образом: 31,7 % — жители младше 20 лет, 24,7 % находятся в возрасте от 20 до 39, 29 % — от 40 до 64, 14,7 % — 65 лет и старше. Средний возраст составляет 34,5 года.
Согласно данным пятилетнего опроса 2019 года, средний доход домохозяйства в Брекенридже составляет 45 701 доллар США в год, средний доход семьи — 49 552 доллара. Доход на душу населения в городе составляет 23 589 долларов. Около 19,7 % семей и 22,1 % населения находятся за чертой бедности. В том числе 29,3 % в возрасте до 18 лет и 13,9 % в возрасте 65 и старше.

## Местное управление
Управление городом осуществляется избираемыми мэром и городской комиссией, состоящей из четырёх человек, один из которых избирается заместителем мэра.

## Инфраструктура и транспорт
Через Брекенридж проходят автомагистрали США 180 и 186.
В городе располагается аэропорт округа Стивенс. Аэропорт располагает тремя взлётно-посадочными полосами длиной 1523, 732 и 731 метров соответственно. Ближайшим аэропортом, выполняющим коммерческие пассажирские рейсы, является региональный аэропорт Абилин. Аэропорт находится примерно в 95 километрах на юго-запад от Брекенриджа.

## Образование
Город обслуживается независимым школьным округом Брекенридж.
В Брекенридже находится западный филиал системы Технических колледжей штата Техас. В колледже преподаются курсы по технологии науки окружающей среды, технологии управления строительством, разработки и дизайна с помощью компьютера, цифровой обработки фотографии и дизайну, программному обеспечению и бухгалтерскому учёту, курсы медсестёр и информационных технологий в здравоохранении.

## Экономика
Согласно финансовому отчёту города за 2018 год, доходы Брекенриджа составили $8 млн, расходы — $7,5 млн. Активы города составили $22 млн, обязательства $8,3 млн.

## Отдых и развлечения
В городе находится авиационный музей Брекенриджа.